# National Museum of Natural History

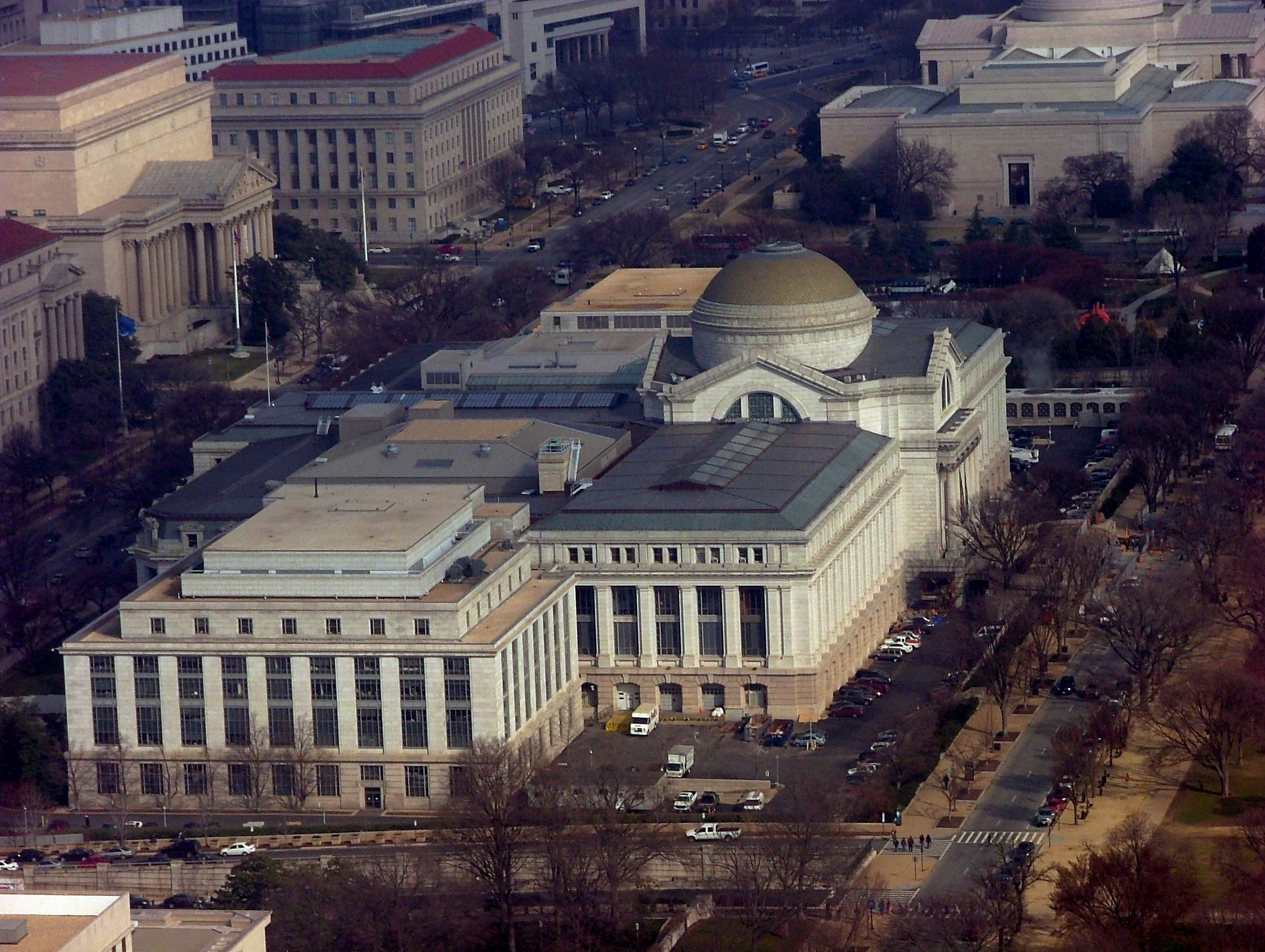
National Museum of Natural History sett från Washingtonmonumentet, 2008.

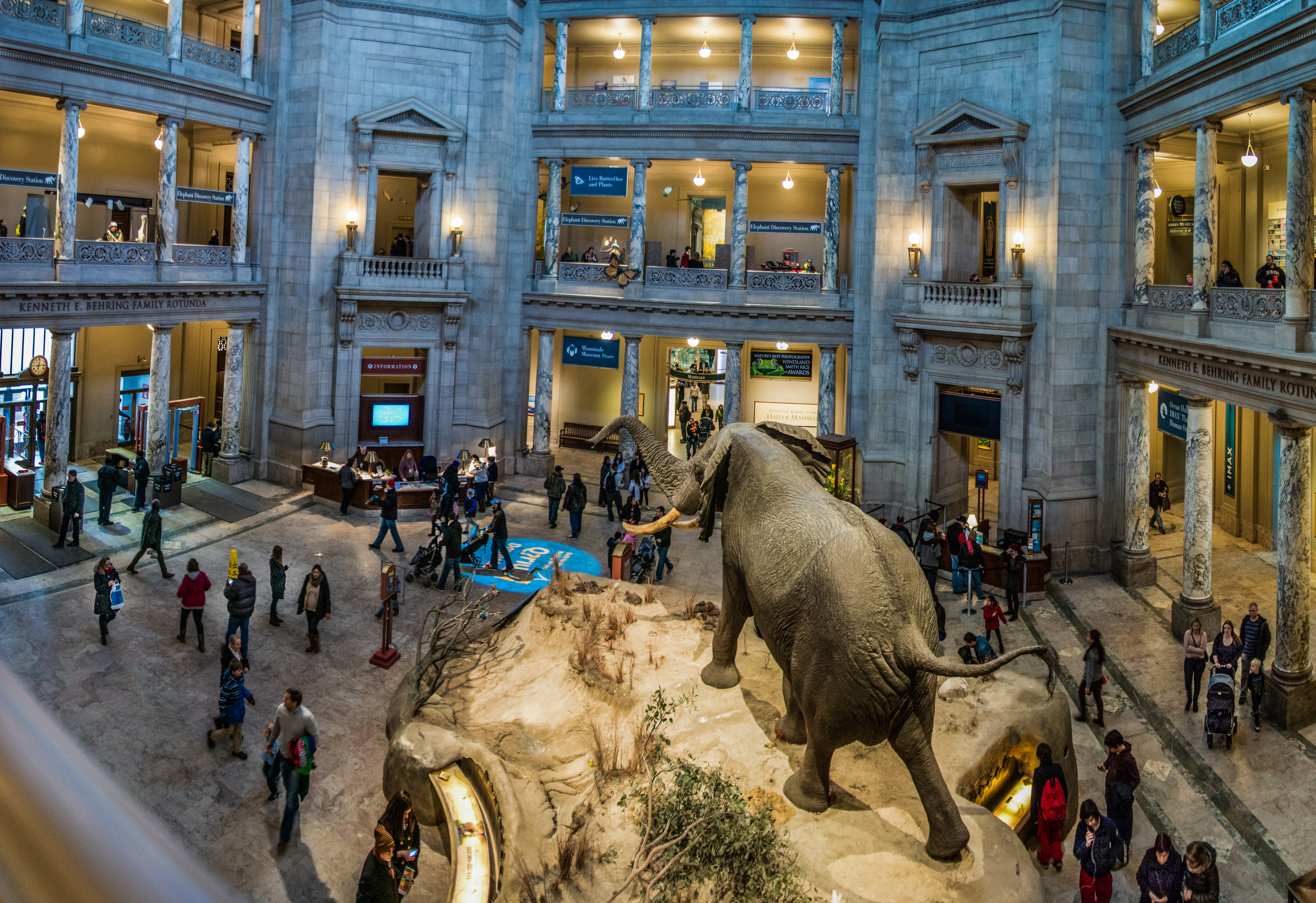
En av museets avdelningar.

National Museum of Natural History (NMNH) är ett naturhistoriskt museum i National Mall i Washington D.C, och en del av Smithsonian Institution. Med fritt inträde och öppet 364 dagar om året är museet det näst mest besökta i världen, efter Louvren, samt det mest besökta i Nordamerika. 2013 hade det åtta miljoner besökare.
Byggnaden (som dock inte stod klar förrän 20 juni 1911) öppnades för allmänheten som "nya" United States National Museum den 17 mars 1910 och var en av de första byggnaderna på Smithsonian som konstruerades för museisamlingar och forskning (tidigare, sedan 1881, hade US National Museums samlingar inrymts i vad som nu kallas Arts and Industries Building). Inledningsvis innehöll museet utöver naturhistorsika samlingar även historiska sådana. De historiska samlingarna flyttades till en egen byggnad 1964 (National Museum of American History) och museet döptes om till National Museum of Natural History den 24 mars 1969.
Över 1000 personer arbetar i huvudbyggnaden som har en total area på 123 000 m2, varav 33 000 m2 är utställningar och ytor för allmänheten. Museet har också flest antal forskare inom naturhistoria och kulturhistoria i världen. 
Samlingarna omfattar allt som allt över 126 miljoner exemplar av växter, djur, fossiler, mineraler, stenar, meteoriter och mänskliga, kulturella föremål.